# Bühlerzell
Bühlerzell ist eine Gemeinde im Landkreis Schwäbisch Hall im fränkisch geprägten Nordosten Baden-Württembergs.

## Geografie

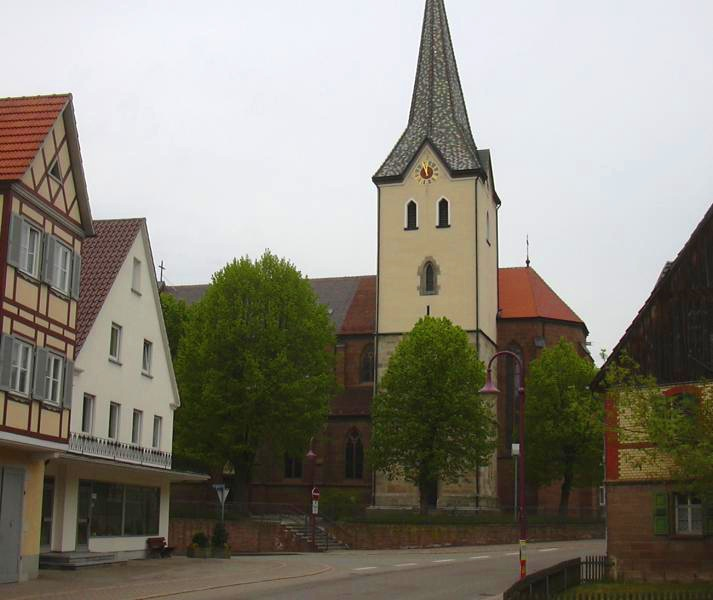
Kirche in Bühlerzell

### Lage
Bühlerzell liegt im Tal der Bühler, die weiter talab dem Kocher zufließt, zwischen der Kreisstadt Schwäbisch Hall etwa 18 km im Nordwesten und Ellwangen etwa 16 km im Ostsüdosten. Von beiden Städten ist das namengebende Dorf auf der Straße etwa 22 km entfernt.
Es hat Anteil an den Naturräumen Schwäbisch-Fränkische Waldberge und Hohenloher-Haller Ebene. Mehr als 50 % der Gemeindefläche sind mit Wald bedeckt.

### Nachbargemeinden
Die Gemeinde grenzt im Norden an Bühlertann, im Osten an Rosenberg, im Süden an Adelmannsfelden, beide im Ostalbkreis, im Südwesten an Sulzbach-Laufen und im Nordwesten an Obersontheim.
Das Gemeindegebiet Bühlerzells ist im Osten begrenzt durch das Tal der Blinden Rot und gegliedert vom Lauf der bedeutenderen Bühler, die aus Südosten ins Gemeindegebiet eintritt und etwa ab dem Weiler Heilberg nach Norden läuft. Dem in fortlaufend breiterer und offenerer Mulde ziehenden Fluss folgt auch die Hauptverkehrsachse der L 1072, ihm laufen aus Ost und West etliche Bäche zu, die im Mündungsbereich die umgebende Hochebene in kleine Bergrücken zerlegt haben, auf denen die kleineren Querachsen des Verkehrs aufsteigen und die von Weilern und Einzelgehöften besiedelten Rodungsinseln auf der Höhe erschließen und verbinden.

### Gemeindegliederung
Zur Gemeinde Bühlerzell mit der bis zur Gemeindegebietsreform in Baden-Württemberg selbstständigen Gemeinde Geifertshofen gehören 33 Dörfer, Weiler, Höfe und Häuser.
Die Gemarkung der ehemaligen Gemeinde Geifertshofen, nach Fläche deutlich kleiner als die des früheren Bühlerzell, nimmt den westlichen Teil des Gemeindegebietes ein. Die Markungsgrenze folgt etwa einer Linie 0,5–1,5 km westlich des Bühlerlaufs und hält sich ungefähr an die obere linke Hangkante des Flusstals. Die größte Ortschaft in diesem Bereich ist mit etwa 350 Einwohnern Geifertshofen selbst, das recht weit im Norden in der Stufenrandbucht des Schleifseebaches liegt. Im Nahbereich etwa 1 km nordwestlich der Dorfmitte liegt auf dem Göbelsrain der Weißenhof. 3 km südwestlich liegt einsam in einer Waldlichtung am oberen Klingenbach die Teuerzen-Sägmühle. Südlich des Dorfes und oberhalb des Steigenhanges der Denzelhalde liegt die verstreute Gehöftgruppe aus Wurzelhof, Wurzelhaus und Wurzelbühl, etwas weiter östlich davon der Weiler Imberg, alle nicht mehr als einen Kilometer von Geifertshofen entfernt. Einen weiteren knappen Kilometer südöstlich von Imberg liegt auf derselben kleinen Hochebene der Weiler Trögelsberg, wie auch Imberg auf einem Ausläufer zum Bühlertal im Osten, von dessen Hangkante aus man Bühlerzell im Tal sieht. Weiter südlich fällt die Hochebene zum Trog des unteren Klingenbachtals ab, hier liegt noch an der nördlichen Hangkante der Weiler Säghalden, unten im Tal das Reitenhaus, am jenseitigen Hang das Brunnenhaus. Oben auf dem südlich anschließenden, von Osten nach Westen ziehenden Bergrücken liegen an der K 2632 Gantenwald, von dem nur der westliche Teil auf Geifertshofener Gemarkung liegt, und weiter westlich Immersberg. Zwischen beiden Weilern zweigt nach Süden eine Stichstraße zur Hambacher Mühle im Hambachtal ab, dem südlichsten Siedlungsplatz auf Gemarkung Geifertshofen.
Zur Geifertshofener Gemarkung zählt auch noch die knapp 0,7 km² große und heute unbewohnte Gemeindeexklave Leippersberg, sie liegt nördlich des unteren Fischachtales, dessen linken Unterlauf sich die Gemeinden Obersontheim und Bühlerzell teilen, über dem Mündungssporn von Fischach- und Bühlertal, keine 0,5 km nördlich der Fischach, an deren südlichem Ufer die übrige Geifertshofener Gemarkung im Norden endet.
Der größere östliche und südliche Teil des Gebietes der Gemeinde gehört der Gemarkung von Bühlerzell an. Größte Ansiedlung der Gemeinde ist das Dorf Bühlerzell selbst, das beidseits des Flusses in der Bühlertalmulde liegt, im Bereich einer Talspinne, in welche von rechts drei und von links ein Bachtal einmündet. Im Nahbereich Bühlerzells noch liegt einen guten Kilometer nordöstlich am Rand der Hochebene und dicht an der nördlichen Gemeindegrenze der Weiler Eichberg, keine 2 km östlich des Dorfs an der K 2627 nach Kammerstatt das Gehöft Benzenhof, etwa einen Kilometer im Süden der Dorfmitte der kleine Wohnplatz Rossberg auf dem gleichnamigen Bergvorsprung zur Bühler.
Bühleraufwärts nach Süden liegt im Tal der mit 130 Einwohnern drittgrößte Ortsteil Heilberg, noch weiter südöstlich dann Senzenberg mit der Ziegelmühle im zulaufenden Gruppenbachtal. Alle weiteren Ansiedlungen stehen merklich abseits von der Achse des Bühlertales.
Der nördlichste Ortsteil der Gemeinde ist der Weiler Holenstein, mit 110 Einwohnern ist es der viertgrößte. Er liegt etwa 2,5 km nordöstlich des Dorfes Bühlerzell, in einer Nordzunge des Gemeindegebietes nach Bühlertann zu, im Tal des Braunen Bachs, der dem Avenbach zuläuft.
Auf dem Höhenrücken südlich von Holenstein, östlich des Bühler- und westlich des Blinde-Rot-Tales, liegen nacheinander eine Folge von kleinen Siedlungsplätzen in aufgereihten Rodungsinseln. Der nördlichste ist der Weiler Kammerstatt mit seinen 70 Einwohnern, etwa 3,0 km nordöstlich von Bühlerzell. Ihm folgen das Doppelgehöft Spatzenhof und die Weiler Mangoldshausen und Schönbronn, das 3,5 km im Südosten von Bühlerzell liegt. Hinter einem Waldstück etwa einen Kilometer im Südosten liegt noch dicht über dem Gemeindegrenzbach Uhlbach der Weiler Hochbronn.
Östlich von Mangoldshausen liegt eine weitere große Flurinsel im Wald, von der der Südteil der Gemeinde Adelmannsfelden angehört, im nördlichen liegen die Bühlerzeller Weiler Röhmen und Hinterwald. Zwischen beiden steht die Feriensiedlung Grafenhof, dicht östlich von ihr steht im Blinde-Rot-Tal die Röhmensägmühle, der östlichste Siedlungsplatz der Gemeinde.
Ihr südlichster ist der Weiler Steinenbühl, er liegt etwa 0,5 km links der oberen Bühler in einer Flurinsel auf der Höhe, in der auch der Weiler Spitzenberg, das Gehöft Lautenhof, der Weiler Gerabronn und das Stockhäusle die Bühler links begleiten. Im Tal des südlichen Klingenbach-Zuflusses Hambach liegt an der Straße nach Gantenwald, dessen östlicher Teil auch der Gemarkung Bühlerzells zurechnet, das Einzelhaus Hölzle.
Siehe auch: Liste der Orte im Landkreis Schwäbisch Hall
Im Gemeindegebiet liegen folgende abgegangene Ortschaften: Bronnen- oder Brummenhof, Gerabronner Sägmühle, Guntzenhofen, Hinterkuomenstatt, Kuonhof, Landersberg, Manzenhof, Scheffelhof, Schmierofen und Wernersberg (im Gebiet der Gemeinde Bühlerzell vor der Gemeindegebietsreform), Altenwinden, Huchingpuch, Klingenbach-Sägmühle, Leippersberg, Reitegerten, Schärtlens-Sägmühle, Tiurizis, Schleifmühle und Mühle (östlich von Leippersberg) (im Gebiet der früheren Gemeinde Geifertshofen).

### Flächenaufteilung
Nach Daten des Statistischen Landesamtes, Stand 2014.

## Geschichte

### Zur Zeit des alten Reichs
Die Ortschaft Bühlerzell wurde vermutlich um das Jahr 800 n. Chr. von Mönchen aus dem Kloster Ellwangen gegründet. Die Niederlassung diente einerseits als Grenz- und Stützpunkt, andererseits begann durch Waldrodung und die Anlage von Höfen die wirtschaftliche Nutzung. Der Ortsname zeigt noch die Entstehung aus einer „Celle an der Bühler“ an. Bühlerzell gehörte die meiste Zeit seiner Geschichte zum Besitztum der Fürstpröpste von Ellwangen.
siehe auch Burgstall Holenstein
Geifertshofen wurde im Jahr 1085 erstmals urkundlich erwähnt. Es war zunächst im Besitz des Klosters Comburg und gelangte später in den Herrschaftsbereich der Schenken von Limpurg und somit ab 1500 in den Fränkischen Reichskreis.

### Seit württembergischer Zeit
Zu Beginn des 19. Jahrhunderts fiel die gesamte Gemarkung der heutigen Gemeinde im Zuge der Mediatisierung und Säkularisation an das 1806 entstandene Königreich Württemberg.
Bühlerzell kam zum Oberamt Ellwangen und Geifertshofen wurde dem Oberamt Gaildorf zugeteilt. Bei der Kreisreform während der NS-Zeit in Württemberg gelangten  Bühlerzell und Geifertshofen 1938 zum Landkreis Schwäbisch Hall.
Im Zweiten Weltkrieg war von 1944 bis 1945 in einem Bauernhof im Teilort Gantenwald eine Ausländerkinder-Pflegestätte für Zwangsarbeiterinnen eingerichtet, in der die meisten Säuglinge aufgrund der katastrophalen Lebensbedingungen starben.
Nach dem Zweiten Weltkrieg lagen die Ortschaften in der Amerikanischen Besatzungszone und gehörten somit zum neu gegründeten Land Württemberg-Baden, das 1952 im jetzigen Bundesland Baden-Württemberg aufging.
Am 1. Januar 1972 wurde die bis dahin selbstständige Gemeinde Geifertshofen nach Bühlerzell eingemeindet.
Im Jahre 1986 wurde in der Gedenkstätte Gantenwald ein Kreuz errichtet und auf dem Friedhof mit Gräbern 1988 ein Gedenkstein mit einer Plastik des Bildhauers Hermann Koziol. Eine Gedenkinschrift der Dichterin Luise Rinser erinnert an die während der NS-Zeit umgekommenen Zwangsarbeiter-Frauen aus der Sowjetunion und Polen und ihre Kinder. Der Friedhof, in einer Flurspitze östlich von Gantenwald gelegen, ist von der Steige der K 2632 Heilberg–Gantenwald aus über 200 m Sandweg durch den Hangwald erreichbar.
Am 23. November 2006 verlieh das Regierungspräsidium Stuttgart der Gemeinde Bühlerzell das Prädikat Staatlich anerkannter Erholungsort.

### Religionen
Die Schenken von Limpurg hatten in Bühlerzell im 16. Jahrhundert zunächst die Reformation durchgeführt. Als die Fürstpropstei Ellwangen 1578 in den Besitz des Kirchenpatronats von Bühlerzell gelangte, setzte der Fürstpropst die Rückkehr zur katholischen Lehre durch. Die katholische Pfarrkirche St. Maria wurde von 1877 bis 1881 im Stil der Neogotik errichtet. Die katholische Kirchgemeinde gehört zur Seelsorgeeinheit Oberes Bühlertal im Dekanat Schwäbisch Hall der Diözese Rottenburg-Stuttgart.
Die evangelischen Bewohner der Gemeinde Bühlerzell sind überwiegend der Kirchengemeinde Geifertshofen zugeordnet, deren Geschichte im entsprechenden Abschnitt beim Kirchenbezirk Gaildorf näher erläutert wird.

## Politik

### Verwaltungsverband
Die Gemeinde ist Mitglied im Gemeindeverwaltungsverband Oberes Bühlertal mit Sitz in Obersontheim.

### Gemeinderat
Der Gemeinderat in Bühlerzell Umfasst 13 Personen. Er besteht aus den gewählten ehrenamtlichen Gemeinderäten und dem Bürgermeister als Vorsitzendem. Der Bürgermeister ist im Gemeinderat stimmberechtigt. Bei der Kommunalwahl am 9. Juni 2024 wurde der Gemeinderat durch Mehrheitswahl gewählt. Mehrheitswahl findet statt, wenn kein oder nur ein Wahlvorschlag eingereicht wurde. Die Bewerber mit den höchsten Stimmenzahlen sind dann gewählt. Die Wahlbeteiligung lag bei 70,64 %.

### Bürgermeister
- 1948–1982 Rudolf Mühleck
- 1982–2017 Franz Rechtenbacher
- seit 2017 Thomas Botschek

Bei der Bürgermeisterwahl 2025 trat Botschek nicht erneut an. Am 6. Juli 2025 wurde Judit Schönpflug mit 72,8 Prozent der Stimmen zur Bürgermeisterin gewählt.

### Partnerschaften
Bühlerzell unterhält partnerschaftliche Beziehungen zu Sankt Koloman im Salzburger Land in Österreich.

## Kultur und Sehenswürdigkeiten

### Bauwerke
Sehenswert sind die beiden Kirchen in Bühlerzell und Geifertshofen, insgesamt sechs Kapellen in den Ortsteilen sowie eine Lourdes-Grotte▼ am Roßberg bei Bühlerzell. Am 7. Oktober 2007 erhielt die St.-Maria-Kirche drei neue Glocken, da die alten unter dem Zweiten Weltkrieg gelitten hatten.

## Wirtschaft und Infrastruktur
Als Flächengemeinde ist Bühlerzell stark von der Land- und Forstwirtschaft geprägt. Im Jahre 2007 gab es 28 landwirtschaftliche Haupterwerbsbetriebe und 38 Nebenerwerbsbetriebe. Die Hälfte des Gemeindegebiets ist bewaldet. In der Gemeinde gibt es knapp 50 Handwerksbetriebe und Gewerbetreibende verschiedener Art, die den örtlichen Bedarf weitgehend decken können und mit ihren Produkten teilweise weltweite Geschäftsverbindungen haben. Für die Allgemeinheit und das Vereinsleben wurden in den letzten 30 Jahren viele Einrichtungen geschaffen.
So besitzt die Gemeinde neben der Turn- und Festhalle mit Lehrschwimmbecken auch ein Freibad, drei Sportplätze und Tennisplätze. Seit 1975 befindet sich die Feriensiedlung Grafenhof mit Freibad, Tennisplätzen, Minigolfanlage, Reithalle und Golfplatz im Aufbau. Auch die beiden Schutzhütten mit Grillstelle in den Steinbrüchen Bühlerzell und Geifertshofen kann sich der Wanderer neben einer Reihe von anderen Möglichkeiten als Wanderziel auserwählen. Verteilt über das ganze Gemeindegebiet stehen insgesamt zehn Gaststätten zur Verfügung, in Bühlerzell selbst auch mit zahlreichen Gästebetten.

### Bildung
In Bühlerzell gibt es eine Grundschule, die nächstgelegene Hauptschule und Realschule befindet sich in Bühlertann.

## Persönlichkeiten
- Helmuth Kiesel (* 1947), emeritierter Professor für Neuere Deutsche Literatur